# John Yeamans

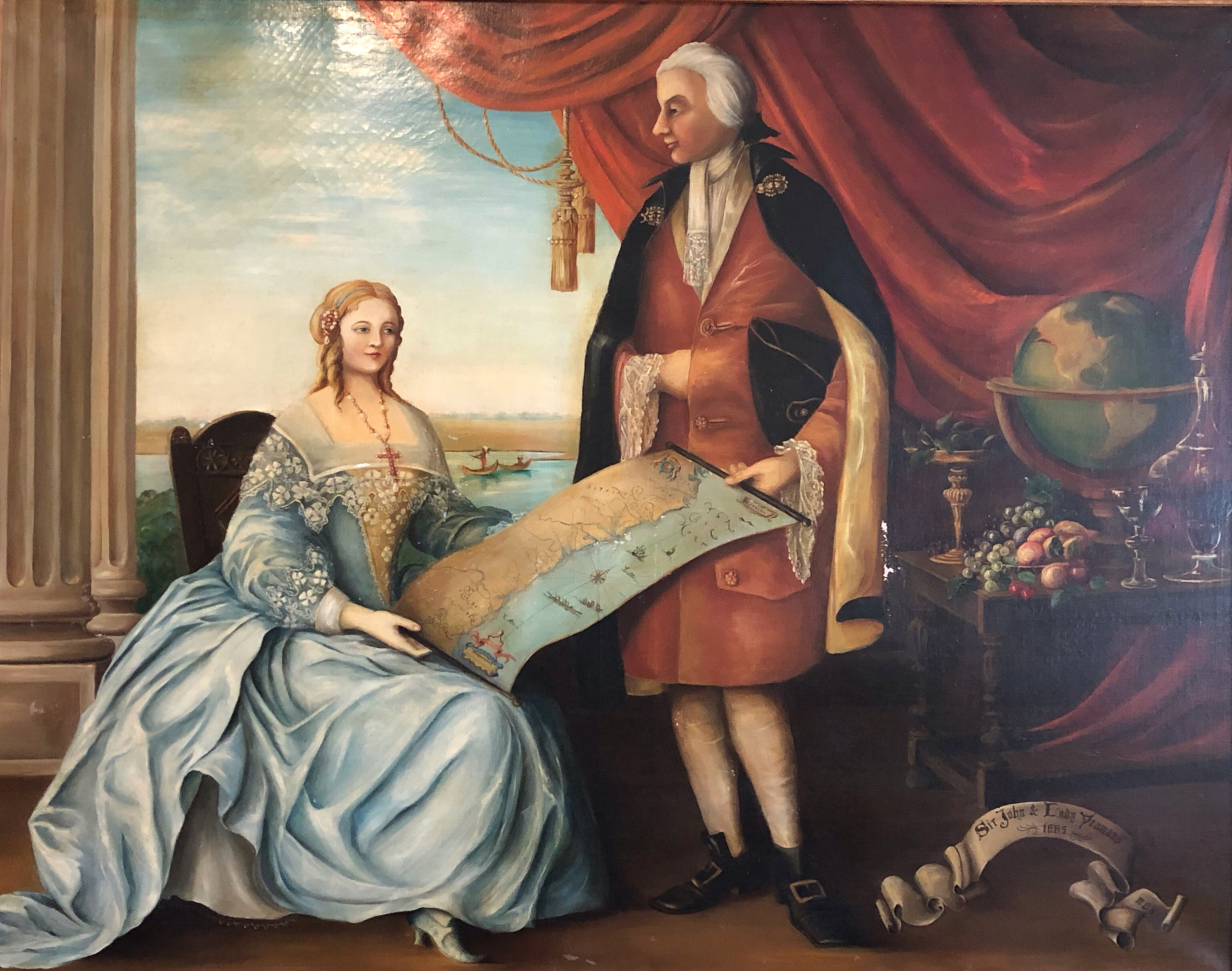
Gemälde von Sir John Yeamans und seiner Frau, ca. 1665.

Sir John Yeamans, 1. Baronet (* Februar 1611 in Bristol, England; † August 1674 wahrscheinlich in Charleston, im heutigen US-Bundesstaat South Carolina) war ein englischer Kolonialbeamter und Gouverneur der Province of Carolina.

## Lebenslauf
Das genaue Geburts- und Sterbedatum von John Yeamans ist nicht überliefert. Er wurde am 28. Februar 1611 in Bristol als Sohn eines Bierbrauers getauft. Später trat er in die königliche Armee Englands ein. Er diente dort während des Englischen Bürgerkriegs als Oberst. Nach der Niederlage der königlichen Truppen in diesem Krieg floh er mit anderen Royalisten nach Barbados, wo er bereits Jahre zuvor Land erworben hatte. In den folgenden Jahren erwarb er noch mehr Ländereien und wurde Richter und Mitglied der dortigen Verwaltung. Dort starb auch seine erste Frau. Geschäftlich arbeitete er mit einem Mann namens Benjamin Berringer zusammen, der im Januar 1661 unter mysteriösen Umständen ums Leben kam. Als dann Yeamans wenige Wochen später dessen Witwe heiratete, kam der Verdacht auf, er hätte etwas mit dem Tod Berringers zu tun. Es blieb aber bei Gerüchten.
Im Jahr 1663 unternahm Yeamans zusammen mit acht englischen Adligen den ersten Versuch der Gründung einer Kolonie mit Siedlern aus Barbados bei Cape Fear an der Küste des späteren US-Staates North Carolina. In diesem Zusammenhang wurde Yeamans am 12. Januar 1665 der erbliche englische Adelstitel Baronet, of Bristol in the County of Gloucester, verliehen. Er wurde auch erster und einziger Gouverneur dieser Kolonie, die nicht lange bestand. Im Jahr 1669 folgte ein weiterer Vorstoß zur Gründung einer Kolonie im Süden der amerikanischen Ostküste. Die Siedler kamen dieses Mal aus England und machten auf dem beschwerlichen und verlustreichen Weg in Barbardos einen Zwischenstopp. Man einigte sich auf Yeamans als ersten Gouverneur der neuen Kolonie. Dieser akzeptierte und die Schiffe fuhren weiter. Bei den Bermudas änderte John Yeamans seine Meinung. Er verzichtete auf das ihm zugedachte Amt und ernannte den damals fast 80 Jahre alten William Sayle an seiner statt zum Gouverneur der zu gründenden Kolonie. Yeamans selbst kehrte nach Barbados zurück, während die Siedler weiter fuhren und schließlich im Jahr 1670 die Province of Carolina gründeten, wobei William Sayle, wie von Yeamans gewünscht, deren erster Gouverneur wurde.
Die unglückliche und kurze Amtszeit von Sayle als Gouverneur endete bereits im März 1671 mit seinem Tod. Nachfolger wurde sein Stellvertreter Joseph West. Bald darauf kam auch John Yeamans in die neue Kolonie, wo er nun doch das Amt des Gouverneurs beanspruchte. Dieses Ansinnen wurde zunächst abgelehnt. Im folgenden Jahr wurde er aber doch gegen den Widerstand vieler Kolonisten von den sogenannten Proprietors, der reichen Oberschicht, zum Kolonialgouverneur ernannt. Dieses Amt trat er am 19. April 1672 an. Seine Amtszeit war von inneren Spannungen und äußeren Bedrohungen durch Indianer und Spanier überschattet. Hinzu kam, dass sich Yeamans als korrupt erwies und in seine eigene Tasche wirtschaftete. Die Proprietors betrieben nun die Absetzung Yeamans und ersetzten ihn durch seinen Vorgänger Joseph West. Es ist nicht ganz klar, ob Yeamans jemals davon erfahren hat. Er starb zwischen dem 3. und dem 13. August 1674, wobei die Quellen sich über seinen Sterbeort nicht einig sind. Wahrscheinlich starb er in Charleston. Es gibt aber auch Berichte, die Barbados als seinen Sterbeort angeben.